# Machimus pammelas
Machimus pammelas är en tvåvingeart som först beskrevs av Speiser 1910.  Machimus pammelas ingår i släktet Machimus och familjen rovflugor.
Artens utbredningsområde är Tanzania. Inga underarter finns listade i Catalogue of Life.